# صموئيل ويليامسون
صموئيل ويليامسون (بالإنجليزية: Samuel Williamson) هو عالم أعصاب وفيزيائي أمريكي، ولد في 1939، وتوفي في 25 أبريل 2005.